# Шух, Герберт
Герберт Шух (нем. Herbert Schuch; род. 13 сентября 1979 года, Тимишоара) — современный пианист Розенхайма. В 1988 году он переехал в Германию вместе со своей семьей. Вызвал сенсацию, когда в течение года (2004—2005) выиграл три конкурса (Международный фортепианный конкурс Алессандро Касагранде, Международный конкурс пианистов в Лондоне и Международный конкурс Бетховена в Вене) Архивная копия от 3 августа 2016 на Wayback Machine.

## Карьера
Образование получил в Германии у педагогов Курта Хантча (Kurt Hantsch), затем у Карла-Хайнца Каммерлинга (Karl-Heinz Kämmerling) в Зальцбурге.
В 2005 году вышел его дебютный альбом с пьесами Шумана и Равеля.
Является лауреатом ряда престижных международных конкурсов.
Работает с ведущими оркестрами Германии, Англии, Франции.
15 ноября 2015 года дебютировал с оркестром Мариинского театра под управлением Валерия Гергиева, где исполнил 1 фортепианный концерт С. Прокофьева (op. 10).